# Sthenobaea
Sthenobaea is een geslacht van vlinders van de familie snuitmotten (Pyralidae), uit de onderfamilie Chrysauginae.

## Soorten
- S. abnormalis Ragonot, 1890
- S. bicolor Jordan, 1926
- S. dyopsata Schaus, 1904
- S. parasitus Jordan, 1926
- S. uniformis Jordan, 1926